# Aspidoscelis costatus
Aspidoscelis costatus es una especie de lagarto del género Aspidoscelis, familia Teiidae, orden Squamata.

## Distribución
Se distribuye por México: Sonora, Morelos, Sinaloa, Nayarit, Tlaxcala, Oaxaca, Jalisco, Guerrero, Durango, Veracruz y Chihuahua.

## Taxonomía
Fue descrita por Cope en 1878.
Tratamiento taxonómico
La especie aparece registrada y publicada en Tenth contribution to the herpetology of Tropical America. Proc. Amer. Philos. Soc. 17: 85-98.